# Conspiracy in Mind
Conspiracy in Mind è il primo album in studio del gruppo musicale progressive heavy metal norvegese Communic, pubblicato nel 2005 dall'etichetta discografica Nuclear Blast.

## Il disco
Si tratta del disco d'esordio della band, realizzato ad un anno di distanza dall'omonimo demo di tre tracce distribuito in 100 copie. Il CD è uscito in versione standard e in edizione limitata slipcase con l'aggiunta di due tracce bonus.
Le composizioni e l'interpretazione canora ricordano i Nevermore, ma a differenza degli statunitensi, le canzoni sono più omogenee e i ritmi non sono mai particolarmente frenetici. Lo stile presenta anche delle reminiscenze di bands progressive metal del primo periodo, come Queensrÿche e Fates Warning.
Per la title track è stato anche prodotto un videoclip.

## Tracce
Testi e musiche di Oddleif Stensland.
1. Conspiracy In Mind – 7:38
2. History Reversed – 6:48
3. They Feed On Our Fear – 9:53
4. Communication Sublime – 7:28
5. The Distance – 7:56
6. Ocean Bed – 6:44
7. Silence Surrounds – 10:54

Tracce bonus slipcase
1. Another Distance (piano version) – 5:00
2. Conspiracy in Mind (video edit version) – 5:02

## Formazione

### Gruppo
- Oddleif Stensland - voce, chitarra
- Erik Mortensen - basso
- Tor Atle Andersen - batteria

### Altri membri
- Peter Jensen - tastiere